# Каналехас, Хосе
Хосе́ Канале́хас Ме́ндес (исп. José Canalejas Méndez; 31 июля 1854, Ферроль — 12 ноября 1912, Мадрид) — испанский политик. Председатель правительства Испании в 1910—1912 годах.

## Биография
Хосе Каналехас родился в семье железнодорожного инженера, учился в Институте Святого Исидора в Мадриде, а затем изучал юриспруденцию и философию в Университете Комплутенсе. Получил ставку доцента литературы и философии в университете, но затем вслед за отцом поступил на работу в железнодорожную компанию, обслуживавшую сообщение между Мадридом, Сьюдад-Реалем и Бадахосом, где дослужился до должности генерального секретаря и представлял компанию в юридических спорах с другими железнодорожными предприятиями. Убеждённый демократ, Каналехас основал в 1890 году либеральную газету Heraldo de Madrid.
Политическая деятельность Каналехаса началась со вступления в Прогрессивно-демократическую партию, придерживавшуюся республиканских взглядов. После реставрации монархии Каналехас перешёл в Либеральную партию, возглавляемую Пракседесом Матео Сагастой. 21 августа 1881 года Каналехас был избран депутатом парламента от Либеральной партии, где до своей смерти представлял интересы избирательных округов Сория, Кадис, Аликанте, Мадрид, Сьюдад-Реаль и Ла-Корунья.
14 июня 1888 года Сагаста назначил Каналехаса министром развития. 11 декабря 1888 года Каналехас занял пост министра по вопросам помилования и юстиции и сохранял его за собой до 21 января 1890 года. На этот период пришлась также реформа гражданского законодательства Испании. 17 декабря 1894 года Сагаста назначил Каналехаса министром финансов в пятом кабинете.
В 1897 году Хосе Каналехас отправился на Кубу, чтобы ознакомиться с положением дел в этой на тот момент испанской колонии. Испытывая огромный интерес к стране, в свои 43 года Каналехас вступил добровольцем в армию. За свою храбрость во время боевых действий солдат Каналехас был отмечен крестом ордена Военных заслуг. По возвращении в Испанию Каналехас ознакомил Сагасту со своими впечатлениями и просил о предоставлении колонии определённой автономии. Тем не менее, в результате Испано-американской войны в апреле-августе 1898 года Куба, Пуэрто-Рико, Гуам и Филиппины были оккупированы США, что означало для Испании утрату последней значимой колонии.
С 19 марта по 31 мая 1902 года Каналехас вновь входил в правительство Сагасты в ранге министра сельского хозяйства, промышленности, торговли и общественных работ. После смерти своего покровителя Сагасты 5 января 1903 года Хосе Каналехас возглавил Либеральную партию и придерживался преимущественно леволиберальной позиции, защищая демократию и выступая за отделение церкви от государства.
19 января 1906 года Каналехас сменил Антонио Агилара Коррею на посту председателя Конгресса депутатов и работал на этой должности до 30 марта 1907 года. 9 февраля 1910 года Хосе Каналехас Мендес был назначен председателем правительства Испании. Находясь на этом посту, в результате перестановок в правительстве Каналехас одновременно занимал в своём правительстве также должность министра по вопросам помилования и юстиции с 29 июня 1911 по 12 марта 1912 года, а с 17 июля по 6 августа 1911 года также исполнял обязанности министра внутренних дел. В этот период Каналехас также возглавлял Межпарламентский союз. Правительство Каналехаса провело несколько масштабных реформ: был отменён налог на потребление, введёна всеобщая воинская обязанность, вступили в силу ограничения на создание новых религиозных орденов.
Вместе с королём Альфонсом XIII Каналехас посетил в 1911 году Марокко, где в ответ на оккупацию Францией Феса Каналехас отдал приказ об оккупации Лараша, Асилы и Алькасарквивира. Начавшиеся следом переговоры с Францией привели уже после смерти Каналехаса к заключению Фесского договора и учреждению французского и испанского протекторатов. 
Хосе Каналехас Мендес был убит 12 ноября 1912 года на мадридской площади Пуэрта-дель-Соль анархистом Мануэлем Пардиньясом Серрано. Гибель политика привела к кризису в Либеральной партии.